# Sebastian Francis

Kardinalswappen von Sebastian Francis

Sebastian Kardinal Francis (* 11. November 1951 in Johor Bahru, Föderation Malaya) ist ein malaysischer Geistlicher und römisch-katholischer Bischof von Penang.

## Leben
Sebastian Francis ist der Nachfahre indischer Emigranten, die in den 1890er Jahren aus Ollur, Kerala in die Straits Settlements kamen. Er besuchte sechs Jahre die St. Joseph’s Primary School und danach vier Jahre die Montfort Secondary School in Singapur sowie von 1964 bis 1966 das Juniorat der Montfort Brothers of St. Gabriel. Nach dem Besuch des Kleinen Seminars St. Francis Xavier in Singapur studierte Francis von 1972 bis 1976 Philosophie und Katholische Theologie am Priesterseminar in Tanjung Bungah. Daneben unterrichtete er von 1972 bis 1973 an der St. Theresa’s Secondary School in Sungai Petani und absolvierte ein Pastoralpraktikum in der dortigen Pfarrei Christ the King. Er wurde im Januar 1977 in der Kirche Immaculate Conception in Johor Bahru zum Diakon geweiht und empfing am 28. Juli desselben Jahres durch den Bischof von Melaka-Johor, James Chan Soon Cheong, das Sakrament der Priesterweihe für das Bistum Melaka-Johor.
Francis war zunächst von 1977 bis 1980 als Pfarrvikar der Pfarrei St. Francis Xavier in Malakka tätig, bevor er 1981 Pfarrvikar der Pfarrei Immaculate Conception in Johor Bahru wurde. Bereits im selben Jahr wurde er für weiterführende Studien nach Rom entsandt, wo 1983 an der Päpstlichen Universität Heiliger Thomas von Aquin ein Lizenziat im Fach Dogmatik erwarb. In den Semesterferien war er als Seelsorger in den Pfarreien St. Thomas Canterbury in London und St. Francis Xavier in New York City tätig. Außerdem gehörte er von 1981 bis 1984 dem Konsultorenkollegium des Bistums Melaka-Johor an.
Nach der Rückkehr in seine Heimat wirkte Francis kurzzeitig erneut als Pfarrvikar der Pfarrei St. Francis Xavier in Malakka und belegte Kurse in Bahasa Malaysia in Kota Kinabalu, in Kuala Lumpur und in Indonesien. Von 1985 bis 1990 lehrte er Dogmatik am Priesterseminar in Tanjung Bungah, an dem er zugleich auch Spiritual war. In dieser Zeit war er zusätzlich Hochschulseelsorger auf Penang, Pfarradministrator der Pfarrei Immaculate Conception in Paulau Ticus und Koordinator für die Pastoral im Bistum Penang sowie von 1986 bis 1990 Kaplan der Bewegung Tamil Charismatic Renewal. Ferner wirkte er von Dezember 1987 bis Februar 1988 als Seelsorger in der Pfarrei Sacred Herat in Queensland, Australien. Im Rahmen eines Sabbaticals erlangte Francis 1991 an der Maryknoll School of Theology in New York City einen Abschluss im Bereich Gerechtigkeit und Frieden. Parallel zu seinen Studien war er Seelsorger in der Pfarrei St. Columbanus in New York City. Von 1991 bis 1998 war er abermals Professor und Spiritual am Priesterseminar in Tanjung Bungah sowie Seelsorger in den Pfarreien St. Anna in Bukit Mertajam, St. Michael in Alor Setar und St. Francis de Sales in Sitiawan. 1992 absolvierte er einen Spiritualitätskurs in Ashirvad, Indien. Von 1999 bis 2008 war er Direktor des Pastoralinstituts des Bistums Melaka-Johor und von 1999 bis 2004 Pfarrer der Herz-Jesu-Kathedrale in Malakka. Während der Sedisvakanz vom 11. Dezember 2001 bis zum 15. Mai 2003 leitete er das Bistum Melaka-Johor als Diözesanadministrator. Ab 2003 war Francis Generalvikar des Bistums Melaka-Johor. Darüber hinaus wirkte er als Pfarrer der Pfarreien St. Louis in Kluang (2004–2007), Immaculate Conception in Paulau Ticus (2007–2011) und Christ the King in Kulai (ab 2011). Ferner gehörte er bereits ab 1999 dem Peninsular Malaysia Pastoral Team (PMPT) an und dem Diözesanvermögensverwaltungsrat. Außerdem war Francis von 2009 bis 2012 verantwortlich für die Ausbildung der Ständigen Diakone im Bistum Melaka-Johor.
Papst Benedikt XVI. ernannte ihn am 7. Juli 2012 zum Bischof von Penang. Der Erzbischof von Kuala Lumpur, Murphy Nicholas Xavier Pakiam, spendete ihm am 20. August desselben Jahres in der Pfarrkirche St. Anna in Bukit Mertajam die Bischofsweihe; Mitkonsekratoren waren der emeritierte Bischof von Penang, Antony Selvanayagam, und der Bischof von Melaka-Johor, Paul Tan Chee Ing SJ. Sein Wahlspruch “Fiat voluntas tua” (deutsch: „Dein Wille geschehe“) stammt aus dem Vaterunser (Mt 6,10 ). Von 2015 bis 2017 fungierte Francis zudem als Vizepräsident und von 2017 bis 2023 als Präsident der Bischofskonferenz von Malaysia, Singapur und Brunei (BCMSB). Überdies leitet er seit 2017 die Liturgiekommission der Bischofskonferenz und seit 2023 das Büro für Kommunikation der Föderation der Bischofskonferenzen in Asien (FABC). Außerdem ist Francis bischöflicher Berater von Charis Malaysia. Der Yang di-Pertua Negeri des Bundesstaates Penang verlieh ihm 2016 die Auszeichnung Darjah Setia Pangkuan Negeri und den Titel Datuk sowie 2021 die Auszeichnung Darjah Gemilang Pangkuan Negeri und den Titel Dato’ Seri.
Im Konsistorium vom 30. September 2023 nahm ihn Papst Franziskus als Kardinalpriester mit der Titelkirche Santa Maria Causa Nostrae Laetitiae in das Kardinalskollegium auf. Die Besitzergreifung seiner Titelkirche fand am 12. Mai des folgenden Jahres statt.
Am 4. Oktober 2023 berief ihn Papst Franziskus zum Mitglied des Dikasteriums für die ganzheitliche Entwicklung des Menschen.